# Pirena
 (novembre 2012).
Si vous disposez d'ouvrages ou d'articles de référence ou si vous connaissez des sites web de qualité traitant du thème abordé ici, merci de compléter l'article en donnant les références utiles à sa vérifiabilité et en les liant à la section « Notes et références ».
Pirena est une course compétition de musher à travers les Pyrénées, d'ouest en est, traversant la France, l'Espagne et l'Andorre.